# Gerrhonotus liocephalus
Espèce
Synonymes
- Gerrhonotus tesselatus Wiegmann, 1834
- Scincus ventralis Peale & Green, 1838

Statut de conservation UICN

 LC  : Préoccupation mineure
Gerrhonotus liocephalus est une espèce de sauriens de la famille des Anguidae.

## Répartition
Cette espèce se rencontre au Mexique et au Texas aux États-Unis.

## Liste des sous-espèces
Selon The Reptile Database (4 mai 2015) :
- Gerrhonotus liocephalus austrinus Hartweg & Tihen, 1946
- Gerrhonotus liocephalus liocephalus Wiegmann, 1828
- Gerrhonotus liocephalus loweryi Tihen, 1948

## Publications originales
- Hartweg & Tihen, 1946 : Lizards of the genus Gerrhonotus from Chiapas, México. Occasional Papers, University of Michigan Museum of Zoology, no 497, p. 1-5 (texte intégral).
- Tihen, 1948 : A new Gerrhonotus from San Luis Potosi.. Transactions of the Kansas Academy of Science, no 51, p. 302-305.
- Wiegmann, 1828 : Beiträge zur Amphibienkunde. Isis von Oken, vol. 21, no 4, p. 364-383 (texte intégral).